# 小沼めぐみ
小沼 めぐみ（おぬま めぐみ、1991年3月29日 - ）は、日本の女子バスケットボール選手である。コートネームは「頭脳の働きや感覚が鋭い（冴える）」から「サエ」。茨城県出身でバスケットボール女子日本リーグの富士通レッドウェーブに所属していた。ポジションはガードフォワード。背番号21。土浦日本大学高等学校、江戸川大学卒業。

## 来歴
那珂湊第二小学校でバスケを始め、那珂湊中学校を経て土浦日大高に進み、インターハイ3位。
江戸川大進学後もインカレに出場。
2013年、富士通に入社。
2017年、5人制引退。3×3に転向し湘南サンズに入団。

## 経歴
- 土浦日大高 - 江戸川大 - 富士通（2013年〜2017年）